# David Carstens
David Krynauw Enslin "Dave" Carstens (september 1914 - 6. august 1955) var en sydafrikansk bokser som deltog i OL 1932 i Los Angeles.
Carstens blev olympisk mester i boksning under OL 1932 i Los Angeles. Han vandt en guldmedalje i vægtklassen, letsværvægt.